# Amanda (pigenavn)
 For alternative betydninger, se Amanda. (Se også artikler, som begynder med Amanda)
Amanda er et latinsk pigenavn, der betyder "hende der bør elskes". Det tilsvarende drengenavn er Amandus

## Kendte kvinder med navnet Amanda
- Amanda Barrie, engelsk skuespiller
- Amanda Bearse, amerikansk skuespiller
- Amanda Blake, amerikansk skuespiller (død 1989)
- Amanda Burton, engelsk skuespiller
- Amanda Bynes, amerikansk skuespiller og komiker
- Amanda Heggs, dansk forfatter
- Amanda Donohoe, engelsk skuespiller
- Amanda Holden, engelsk tv-vært og skuespiller
- Amanda Lear, fransk sanger, komponist, skuespiller og tv-vært
- Amanda Lund, dansk skuespiller
- Amanda Joy Michalka, amerikansk sanger
- Amanda Kurtović, norsk håndboldspiller
- Amanda Nilsson, dansk visesangerinde
- Amanda Oliveira, brasiliansk polospiller
- Amanda Palmer, amerikansk sangerinde
- Amanda Plummer, amerikansk-canadisk skuespiller
- Amanda Redman, engelsk skuespiller
- Amanda Peet, amerikansk skuespiller
- Amanda Seyfried, amerikansk skuespiller
- Amanda Somerville, amerikansk singer-songwriter
- Amanda Swafford, amerikansk model
- Amanda Sørensen, dansk BMX-rytter